# Combiers
Combiers – miejscowość i gmina we Francji, w regionie Nowa Akwitania, w departamencie Charente.
Według danych na rok 1990 gminę zamieszkiwało 127 osób, a gęstość zaludnienia wynosiła 5 osób/km² (wśród 1467 gmin regionu Poitou-Charentes Combiers plasuje się na 866. miejscu pod względem liczby ludności, natomiast pod względem powierzchni na miejscu 247.).